# Sylwester Dąbrowski
Sylwester Wacław Dąbrowski (ur. 28 września 1959 w Warszawie) – polski samorządowiec, leśniczy i działacz społeczny, w latach 1997–1998 i 2001–2010 wójt gminy Mińsk Mazowiecki, w latach 2016–2023 pierwszy wicewojewoda mazowiecki.

## Życiorys
Ukończył administrację na Uniwersytecie Warszawskim, specjalizując się z zakresu pomocy społecznej. Pracował jako leśniczy w nadleśnictwie Mińsk Mazowiecki. W 1991 współtworzył struktury Porozumienia Centrum w ówczesnym województwie siedleckim, został wiceprzewodniczącym zarządu wojewódzkiego. W 1994 został przewodniczącym nowo powołanego Klubu Gazety Polskiej w Mińsku Mazowieckim. Obecnie należy do Prawa i Sprawiedliwości, będąc sekretarzem zarządu okręgu siedlecko-ostrołęckiego oraz partyjnych struktur powiatowych w Mińsku Mazowieckim.
Od 1990 do 2002 radny Rady Gminy Mińsk Mazowiecki, w latach 1990–1994 jej przewodniczący. W 1997 został wójtem gminy wiejskiej Mińsk Mazowiecki, a w 1998 – jego zastępcą. Powrócił na fotel wójta w latach 2001–2010, będąc wybieranym w 2002 i 2006 z ramienia lokalnego KWW „Nasza Gmina Mińska”. W wyborach w 2010 nie uzyskał reelekcji, przegrywając w drugiej turze. W 2011 został zastępcą dyrektora Domu Pomocy Społecznej w Mieni.
11 stycznia 2016 powołany na stanowisko pierwszego wicewojewody mazowieckiego (drugim wicewojewodą został Artur Standowicz). Był to powrót do powoływania dwóch wicewojewodów, jako że poprzedni wojewoda Jacek Kozłowski miał tylko jednego zastępcę. W grudniu 2023 zakończył pełnienie funkcji pierwszego wicewojewody mazowieckiego. W 2024 bez powodzenia ubiegał się o mandat radnego do mazowieckiego Sejmiku.

## Życie prywatne
Żonaty, ma dwoje dzieci i troje wnucząt. Zamieszkały w Targówce. Jest działaczem Ochotniczych Straży Pożarnych i stowarzyszenia „Sigma” w Mińsku Mazowieckim, wspierającego osoby niepełnosprawne i niedostosowane społecznie.

## Odznaczenia
- Srebrny Medal za Zasługi dla Policji (2023)[5]